# 梁問孟
梁問孟（1538年—1607年），字尚賢，號静斋，河南衛輝府新城縣人，軍籍。

## 生平
梁問孟七月二十九日生，行一，由縣學生中式嘉靖四十年辛酉科河南鄉試第四十六名舉人，會試中式第八名，以《易經》在二十八歲時中式嘉靖四十四年乙丑科第三甲第三百名進士。吏部观政。
嘉靖四十五年（1566年）十月梁問孟獲授浙江西安县知县，隆庆四年（1570年）八月选授刑科给事中，次年（1571年）四月升户科右给事中，十月升刑科左给事中，負責巡视京营，上陈营务十二事，又彈劾太仆寺卿杨贤衰老、通政司右参议王汝言庸劣，結果杨贤致仕，王汝言降职。六年（1572年）闰二月他再升兵科都给事中，万历帝继位后於七月外任福建右参政，因父親逝世回鄉。
万历三年（1575年）八月梁問孟服闕，除授四川右参政驻守顺庆，六年（1578年）八月升四川按察使，七年（1579年）九月升山西右布政使，入觐後在八年（1580年）正月考察，六月调官陕西按察使，兩個月後就因违禁使用驰驿降三级。十年（1582年）六月，他得起补為湖广右参议兼佥事，九月升官本省按察司副使，十一年（1583年）八月升为山西左参政，十二年（1584年）二月又升山西按察使，同年十一月升陕西右布政使。十三年（1585年）擔任陕西乡试提调官，代左布政使入覲，十四年（1586年）正月补升左布政使，很快在三月晋職都察院右佥都御史巡抚宁夏，十六年（1588年）十月升為左佥都御史、协理院事，得蒙恩赐宴，未滿一個月因母親去世回鄉。十九年（1592年）七月被巡视宁夏边务的尚宝司司丞兼御史周弘禴参奏被罢职，到三十五年（1607年）去世，四十三年（1615年）六月赐祭葬一坛，四十七年赠左副都御史。

## 家族
曾祖梁鐸；祖梁景方；父梁大朝；前母鄭氏；張氏；繼母張氏。具慶下，妻劉氏，繼妻張氏；弟聘孟；賔孟。